# La importància de l'activitat física en la vida dels adolescents
Els adolescents estan en un moment vital en el qual és bàsica la realització d'activitats físiques ja sigui en grup o de manera individual. I aquestes activitats físiques tenen beneficis físics i psicològics.

## Definició d'esport
L'esport pot definir-se com una activitat física exercida com a joc o competició la pràctica de la qual suposa entrenament i subjecció a normes. També es defineix com a recreació, passatemps, plaer, diversió o exercici físic, comunament a l'aire lliure.

## Necessitats dels adolescents
Les necessitats dels adolescents són variades tant en el àmbit físic com en el psicològic.
Algunes de la necessitats de l'adolescent són les següents:
- Identitat personal ( ser ell/ella mateix/a)
- Autorealització ( valer-se per si mateix)
- Autonomia (poder triar i decidir)
- Acceptació ( estimar i ser estimat)
- Seguretat i autoestima

Moltes d'aquestes necessitats es poden cobrir a través de l'esport. L'adolescent ha de triar l'esport que li agradi més ja sigui individual o d'equip. Així podrà cobrir necessitats d'identitat personal, autonomia i autoestima. En els esports grupals també podrà reforçar la seva integració i acceptació.

## Beneficis de l'esport
L'hospital de Sant Joan de Déu diu que l'esport des de que el nen és petit pot prevenir trastorns mentals.

## Beneficis físics de l'esport
- El cor es fa més fort
- S'enforteixen els ossos i els músculs
- Menys lesions
- Control del pes

## Beneficis emocionals i socials
- Menys estrès
- Més confiança i autoestima
- Més integració en el grup
- Més disciplina si la pràctica de l'esport és contínua
- Augmenta el treball en equip

## Conclusions
Fer esport és bo i ha de potenciar-se en escoles i centres.